# Vesqueville (Belgique)
Pour les articles homonymes, voir Vesqueville.
 (Juin 2024).
Vesqueville [vɛskəvil] (en wallon Vèskevèye) est une section de la ville belge de Saint-Hubert située en Région wallonne dans la province de Luxembourg.

## Évolution démographique
- Source : DGS, 1831 à 1970=recensements population, 1976= habitants au 31 décembre

## Histoire
Un petit vase celtique du Ve siècle avant Jésus-Christ est découvert entre Vesqueville et Bras, il mesure 58 mm de haut et 94 mm de diamètre. [Quand ?]
Vers la fin du IIIe siècle une villa romaine située à 150 mètres de l'église actuelle est détruite.
Une bague recouverte d'or de la période mérovingienne fut ensuite découverte. Le chaton, très abîmé, représente un personnage debout. Elle porte à l'intérieur l'inscription « utere felix » (« Sois heureux en t'en servant » ou « Sers dans le bonheur » ?) suivi du monogramme du Christ.
C'est probablement en 817 que Episcopi villa, qui donnera Vesqueville, qui pourrait être le ferme-domaine de l'évêque, selon des sources,[Qui ?] rejoint la terre de Saint-Hubert.
En 1129, une église à Vesqueville est évoquée pour la première fois lorsque le pape Honorius II confirme les possessions de l'abbaye de Saint-Hubert. «...ecclesiam sancte Marie de Episcopi villa...»
Au XIIIe ou au XIVe siècle, un sous-avoué rend la justice à "Veskevilh" au nom du seigneur-abbé.
De 1456 à 1469 la dénomination de la ville change. Elle est désignée sous le nom de Veskeville en 1456, puis Braes et Keskewilhe en 1497, puis par Veseuville en 1511, avant de devenir Braes et Keskeuvilla en 1558 et enfin, d'être dénommée, en 1569, Bras et Keskeuville
En 1579, les sous-avoués s'établissent à Wesqueville. Nous avons gardé trace de ces familles nobles dont les D'Anly dont le blason s'orne, entre autres, de 3 fleurs de lis d'or, les De Lamock (3 petits anneaux d'or), les De Villers (3 étoiles rangées en bande) ou encore les De Senocq (2 barres adossées d'or).
En 1586, la paroisse de Vesqueville Notre-Dame est détachée de celle de Bras et devient indépendante.
En 1629, c'est la première fois que l'on trouve l'orthographe actuelle de Vesqueville dans les archives mais cela vaarit encore jusqu'au siècle suivant.
L'année 1636 est surnommée « l'année de la grande mortalité », due à la peste bubonique. 
La lèpre qui sévissait depuis le XIIe siècle disparaît pratiquement vers la fin du XVIIe siècle.
1731 marque le départ des (sous-) voués.
En 1759, le village est dénnomé Wesqueville[Depuis quand ?] . À partir de là, le village s'orthographie à chaque fois comme aujourd'hui.
En 1774, le plus gros propriétaire possède 4 chevaux, 11 bêtes à cornes (vaches), 90 bêtes à laine et 3 porcs. Le plus petit ne tient que deux vaches et un cochon et certains ne possèdent rien ! A l'ombre du clocher, tout le monde vit de la terre et de l'élevage.
Les Français s'installent en Belgique pour 20 ans à partir de 1794. De nombreux jeunes de Vesqueville mourront sur les champs de bataille napoléoniens.
Une épidémie de dysenterie en août et septembre 1863, fait 17 morts.
Pendant l'année 1874, cinq maisons brûlent. Elles sont encore souvent faites de bois et de chaume.
Au début du XXème, le premier vélo aperçu à Vesqueville est décrit comme  ayant « une grande roue à l'avant et deux petites à l'arrière et la selle est fort haute »[Qui ?].
L'église actuelle est mise en service en 1908 et l'ancienne, qui se situait au vieux cimetière, est démolie.
Un téléphone communal est installé en 1910, le numéro 26 servant à joindre le village.
La commune achète 2000 kilos de pommes de terre en 1916 pour ravitailler la population.
Le tram est inauguré en 1924. Il relie Saint-Hubert, Vesqueville, Bras-Haut, Bras-Bas et Séviscourt.
Toute une série de métiers artisanaux existent encore dans le village lors de l'Entre-deux-guerres : apiculteur, boisselier, boulanger, bûcheron, cabaretier, casseur de pierres, charron, colporteur, cordonnier, rémouleur, rétameur, sabotier, tonnelier, vannier, etc.
Fernand Gillard, maçon de 28 ans, achète la première moto en 1928 : une FN 350 avec éclairage au carbure.
L'électricité arrive au village en 1939.
La Bataille des Ardennes incendie 5 maisons dans le village. Les Vesquevillois restent terrés dans les caves durant trois semaines, il n'y aura pas de victimes.
Les premières rues sont macadamisées en 1948 et les voitures apparaissent.
Au 1er janvier 1977, Vesqueville est fusionné avec la commune de Saint-Hubert.
Le placement des égouts est effectué en 1980 et les rues sont recouvertes d'un nouveau macadam.
Depuis 1992, il n'y a plus de curé résidant dans le village.

#### Monographies
- Dabe (Laurent), Vesqueville (Saint-Hubert) : une Terre et des Hommes en Ardenne (Des origines à la fin de l'Ancien Régime), Laurent Dabe éditeur, Poupehan, 2000, 247 pages
- Dabe (Laurent), L'Ardenne entre bruyère et myrtille (Vesqueville-Saint-Hubert de la fin de l'Ancien Régime à nos jours), Laurent Dabe éditeur, Poupehan, 2003, 319 pages
- Dabe (Laurent), L'Ardenne d'autres fois, d'autres jours, Laurent Dabe éditeur, Poupehan, 2008, 335 pages.

#### Articles
- Émile Tandel, Les communes luxembourgeoises, t. VIb : Arrondissement de Neufchâteau, Arlon, Institut archéologique du Luxembourg, 1893, « Vesqueville », p. 1155-1159.